# Šin’iči Šinohara
Šin’iči Šinohara (japonsky 篠原 信, * 23. ledna 1973 Kóbe) je japonský judista, dvojnásobný mistr světa a stříbrný medailista z olympijských her v Sydney.

## Život
Stal se dvojnásobným mistrem světa v roce 1999 v Birminghamu, kde vyhrál 10 z 11 svých duelů před časovým limitem, nestartoval tam ale jeho věčný rival David Douillet z Francie, který ho na předchozím šampionátu před dvěma lety porazil po kontroverzním verdiktu rozhodčího. Odveta za tuto spornou událost se tak odložila na Letní olympijské hry 2000.
V Sydney Šinohara vyhrál první dva zápasy kategorie nad 100 kg na ippon, v semifinále zdolal Rusa Tamerlana Tmenova a ve finále znovu narazil na Douilleta. Znovu došlo ke spornému verdiktu, když dva ze tří rozhodčích posoudili jako bod pro Francouze chvat uči mata, který Douillet nedotáhl do konce. Hlavní trenér japonské reprezentace a olympijský vítěz z roku 1984 Jasuhiro Jamašita protestoval proti rozhodnutí a požadoval ippon pro svého svěřence, ale neúspěšně, Šinohara získal stříbro. Zklamaný Šinohara proplakal slavnostní ceremoniál vyhlášení vítězů. Japonský protest byl čtyři týdny po skončení her formálně projednán mezinárodní federací, která rozhodla, že bod neměl být za inkriminovaný chvat udělen ani jednomu z judistů. Výsledek ale už podle pravidel nemohl být zpětně změněn.
O rok později ještě vybojoval na mistrovství světa bronz, pak se stal univerzitním trenérem.